# Altınevler, Adaklı
Altınevler là một xã thuộc huyện Adaklı, tỉnh Bingöl, Thổ Nhĩ Kỳ. Dân số thời điểm năm 2011 là 108 người.